# Kiki Dee
Kiki Dee, nome artístico de Pauline Matthews (Bradford, West Yorkshire, Inglaterra, 6 de março de 1947) é uma cantora e compositora inglesa cuja carreira já dura mais de 40 anos.
Kiki Dee ganhou destaque quando fez o dueto "Don't go Breaking My Heart" com Elton John, de 1976, alcançando, assim, o posto de canção número 1 tanto na Inglaterra quanto nos Estados Unidos, na parada das 100 mais tocadas da Billboard. Em 1993 ela voltou a fazer um dueto com Elton, uma versão cover de uma canção de Cole Porter, intitulada "True Love", que alcançou a segunda posição nas paradas de sucesso do Reino Unido.

## Carreira
Kiki Dee começou a cantar em Bradford no início dos anos 60. Ela fez backing vocals para grandes cantores ingleses, inclusive para a cantora Dusty Springfield. Entretanto, não fez sucesso solo até 1965, quando lançou o single "Why Don't I Run Away From You", que se tornou sucesso. Não demorou muito para que seu trabalho fosse reconhecido nos E.U.A. e tão logo ela se tornou a primeira artista branca da Inglaterra a gravar pela poderosa gravadora Motown, em 1970
Posteriormente, Kiki Dee uniu forças com Elton John diversas vezes, seja gravando singles seja fazendo backing vocals para seus álbuns. Até agora, Kiki Dee lançou trinta e nove singles, três EPs, nove LPs, três CDs e um DVD, gravado em 2008.

## Discografia

### Álbuns
- 1968 I'm Kiki Dee
- 1970 Great Expectations
- 1973 Loving & Free
- 1974 I've Got The Music in Me
- 1974 Patterns
- 1974 Kiki Dee
- 1976 I've Got The Music in Me
- 1976 Loving & Free
- 1977 Kiki Dee
- 1979 Stay With Me
- 1980 Kiki Dee's Greatest Hits
- 1981 Perfect Timing
- 1987 Angel Eyes
- 1991 Spotlight on Kiki Dee - Greatest Hits
- 1994 The Very Best of Kiki Dee
- 1995 Almost Naked
- 1998 Where Rivers Meet
- 2005 Love Makes The World Go Round: The Motown Years
- 2005 The Walk of Faith
- 2008 Cage the Songbird

### Singles
- 1973 "Amoureuse" - Rocket
- 1974 "I've Got the Music in Me" - Rocket
- 1975 "(You Don't Know) How Glad I Am"
- 1976 "Don't Go Breaking My Heart"
- 1976 "Loving and Free" / "Amoureuse"
- 1977 "First Thing in the Morning"
- 1977 "Chicago"
- 1981 "Star"
- 1981 "Perfect Timing"
- 1981 "Midnight Flyer"
- 1981 "Loving You is Sweeter than Ever"
- 1983 "The Loser Gets to Win"
- 1984 "Amourese" (re-issue)
- 1986 "Another Day Comes (Another Day Goes)"
- 1987 "I Fall in Love too Easily"
- 1987 "Stay Close to You"
- 1993 "True Love"